# World Golf Championships
World Golf Championships består av fyra golftävlingar för herrar som arrangeras av International Federation of PGA Tours. De fyra tävlingarna är:
- WGC-Mexico Championship
- WGC-Dell Technologies Matchplay
- WGC-FedEx St. Jude Invitational
- WGC-HSBC Champions

Samtliga WGC-tävlingar har prissummor motsvarande majortävlingarna, och en seger ger 550 FedEx Cup-poäng, i jämförelse med 600 poäng för en majorseger och 500 för en "vanlig" PGA Tourtävling.

## Bakgrund
Under Presidents Cup 1996 möttes representanter för världens fem största golftourer - Europatouren, Japan Golf Tour, PGA Tour, PGA Tour of Australasia och Sunshine Tour - och nådde en överenskommelse gällande flera förändringar för att kunna skapa nya internationella tävlingar från och med 1999. Dessa förändringar var:
- Skapandet av International Federation of PGA Tours;
- Strukturerande av ett accepterat världsomspännande världsrankingsystem;
- Gemensamt godkännande av medlemmarna i International Federation of PGA Tours av betydande tävlingar, inklusive vissa på världsmästerskapsnivå för spelets bästa spelare.

Dessa "betydande tävlingar" annonserades i oktober 1997 när Federationen presenterade World Golf Championships.